# Distrito electoral de Nemaha (condado de Lancaster, Nebraska)
Nemaha (en inglés: Nemaha Precinct) es un distrito electoral ubicado en el condado de Lancaster en el estado estadounidense de Nebraska. En el Censo de 2010 tenía una población de 1303 habitantes y una densidad poblacional de 14,73 personas por km².

## Geografía
Nemaha se encuentra ubicado en las coordenadas 40°38′48″N 96°30′41″O / 40.64667, -96.51139. Según la Oficina del Censo de los Estados Unidos, Nemaha tiene una superficie total de 88.43 km², de la cual 88.37 km² corresponden a tierra firme y (0.07%) 0.06 km² es agua.

## Demografía
Según el censo de 2010, había 1303 personas residiendo en Nemaha. La densidad de población era de 14,73 hab./km². De los 1303 habitantes, Nemaha estaba compuesto por el 98.16% blancos, el 0% eran afroamericanos, el 0.08% eran amerindios, el 0.23% eran asiáticos, el 0% eran isleños del Pacífico, el 0.31% eran de otras razas y el 1.23% pertenecían a dos o más razas. Del total de la población el 0.92% eran hispanos o latinos de cualquier raza.